# Seitenthal
Seitenthal ist ein Ortsteil von Speinshart im Oberpfälzer Landkreis Neustadt an der Waldnaab in Bayern.

## Geographie
Das Dorf Seitenthal liegt knapp zwei Kilometer östlich des Hauptortes.

## Geschichte
1808/10 wurde der Steuerdistrikt Seitenthal gebildet. Die politische Gemeinde Seitenthal wurde 1818 durch das Gemeindeedikt in Bayern errichtet. Am 1. Juli 1972 wurde die Gemeinde Seitenthal mit den Orten Seitenthal, Barbaraberg und Dobertshof nach Speinshart eingegliedert.